# Нектарий (Папазафиропулос)
Епи́скоп Некта́рий (англ. Bishop Nektarios Papazafiropoulos, греч. Επίσκοπος Νεκτάριος Παπαζαφειρόπουλος, род. Джерси-Сити) — архиерей Константинопольской православной церкви, епископ Диоклийский (с 2024), викарий Американской архиепископии.

## Биография
Родился в Джерси-Сити в вырос в Астории в Нью-Йорке. Окончил Лонг-Айлендскую школу после чего обучался в Политехническом институте Нью-Йоркского университета. В 1985 году получил степень бакалавра в области электротехники, а позднее — степень магистра. Десять лет работал по специальности.
В 1999 году со степенью магистра богословия окончил Свято-Владимирскую духовную семинарию и для подготовки к принятию священного сана в 2001 году был направлен в Грецию.
В июне 2002 года митрополитом Кесарьянским, Виронским и Имиттским Даниилом (Пурцуклисом) в Афинах был пострижен в монашество с именем Нектарий и хиротонисан во иеродиакона.
18 января 2004 года был хиротонисан во иеромонаха, возведён в достоинство архимандрита и назначен для служения в храм Святой Троицы в Вироне.
В апреле 2004 года с назначением на Сервийскую и Козанскую митрополию архимандрита Павла (Папалексиу), которого он знал по служению в греческом храме в Астории, иеромонах Нектарий перешёл в клир Сервийской и Козанской митрополии, где был назначен проистаменосом (προϊστάμενος) в церкви святых Константина и Елены в Козани.
В 2008 году по приглашению архиепископа Американского Димитрия (Тракателлиса) был приглашён вернуться в США и служил в греческой церкви святителя Николая в районе Вест-Бабилон в Нью-Йорке. В 2012 году был назначен проистаменосом в церковь святого Димитрия в Астории.
В 2019 году архиепископом Американским Елпидифором (Ламбриниадисом) был назначен одним из пяти викариев архиепископского округа.
1 марта 2022 года был назначен канцлером Американской архиепископии.
22 марта 2024 года решением Священного Синода Константинопольской православной церкви избран епископом с титулом «Диаклейский»
13 апреля 2024 года в Свято-Троицком соборе в Нью-Йорке был хиротонисан во епископа Диоклийского, викария Американской архиепископии. Хиротонию совершил: архиепископ Американский Елпидифор (Ламбриниадис), митрополит Верийский Пантелеимон (Калпакидис), митрополит Козанский Павел (Папалексиу), епископ Амфипольский Христофор (Ангелопулос).